# Desogestrel
Desogestrel es una molécula usada como anticoncepción hormonal en formulaciones de píldoras orales combinadas. Funciona disminuyendo los niveles de estradiol, a un nivel que se corresponde con la fase folicular temprana. La mayoría de este tipo de anticonceptivos en el mercado usan un compuesto de estrógeno junto con una progestina —una molécula similar a la progesterona— tal como el desogestrel, y sus píldoras son conocidas como anticonceptivos orales de tercera generación. Las de segunda generación usan levonorgestrel en vez de desogestrel.

## Controversia
En febrero de 2007, ciertos grupos de protección al consumidor enviaron una petición a la Administración de Alimentos y Drogas estadounidense, solicitando la prohibición en el mercado de anticonceptivos orales sobre la base de desogestrel, citando estudios que evidenciaban la aparición de coágulos sanguíneos con el doble de frecuencia durante el uso de desogestrel en comparación con otros anticonceptivos orales.